# Ritz-Carlton Club and Residences
El Ritz-Carlton Club and Residences es un lujoso rascacielos residencial de 95 m en el Distrito Financiero de San Francisco, California (Estados Unidos). Las residencias están construidas sobre el histórico Old Chronicle Building, a veces llamado de Young Building, que fue construido en 1890. Fue el primer rascacielos construido en California.

## Historia
En 1888, M. H. de Young, propietario del San Francisco Chronicle, encargó a Burnham and Root que diseñaran un edificio emblemático para albergar su periódico. Terminado en 1890, el Chronicle Building tenía diez pisos, con una torre de reloj que alcanzaba los 66 m de altura, convirtiéndose en el primer rascacielos de San Francisco y el edificio más alto de la costa oeste.
En 1905, una celebración de la reelección del alcalde Eugene Schmitz se detuvo frente al edificio y lanzó fuegos artificiales, que encendieron la torre del reloj de madera sobre el edificio. La torre del reloj dañada fue removida y De Young agregó dos pisos adicionales a lo largo de Market Street y un anexo de 16 pisos a lo largo de Kearny Street. El edificio Chronicle sobrevivió al terremoto de San Francisco de 1906, pero fue gravemente dañado por el incendio que siguió, que destruyó el interior. El edificio fue reconstruido por el arquitecto Willis Polk, que dirigía la oficina de San Francisco de Burnham and Root. En 1924, el Chronicle se trasladó a su ubicación actual en las calles Fifth y Mission, y el antiguo edificio Chronicle se convirtió en un edificio de oficinas normal, a partir de entonces conocido como el Young Building o el Old Chronicle Building.
En 1962, en un esfuerzo por modernizar el edificio, sus propietarios cubrieron la fachada de mampostería original con una nueva fachada de paneles de aluminio, vidrio y porcelana. En 2004, los nuevos propietarios recibieron la aprobación para restaurar la fachada original, convertir el edificio a uso residencial y agregar ocho pisos a la estructura existente. El edificio Old Chronicle fue designado San Francisco Landmark No. 243 en 2004. El edificio volvió a abrir como el Ritz-Carlton Club and Residences en noviembre de 2007.

## Galería

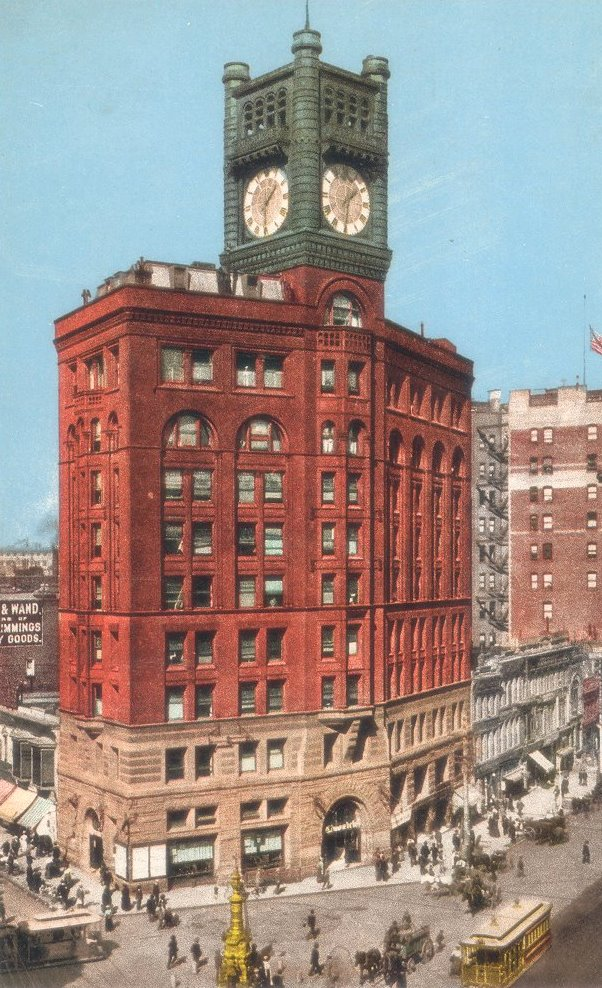
Old Chronicle Building en 1901
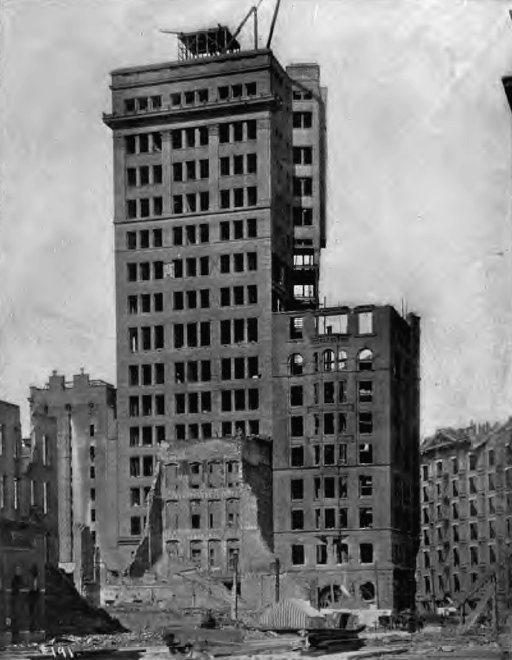
El Old Chronicle Building después del terremoto e incendio de 1906
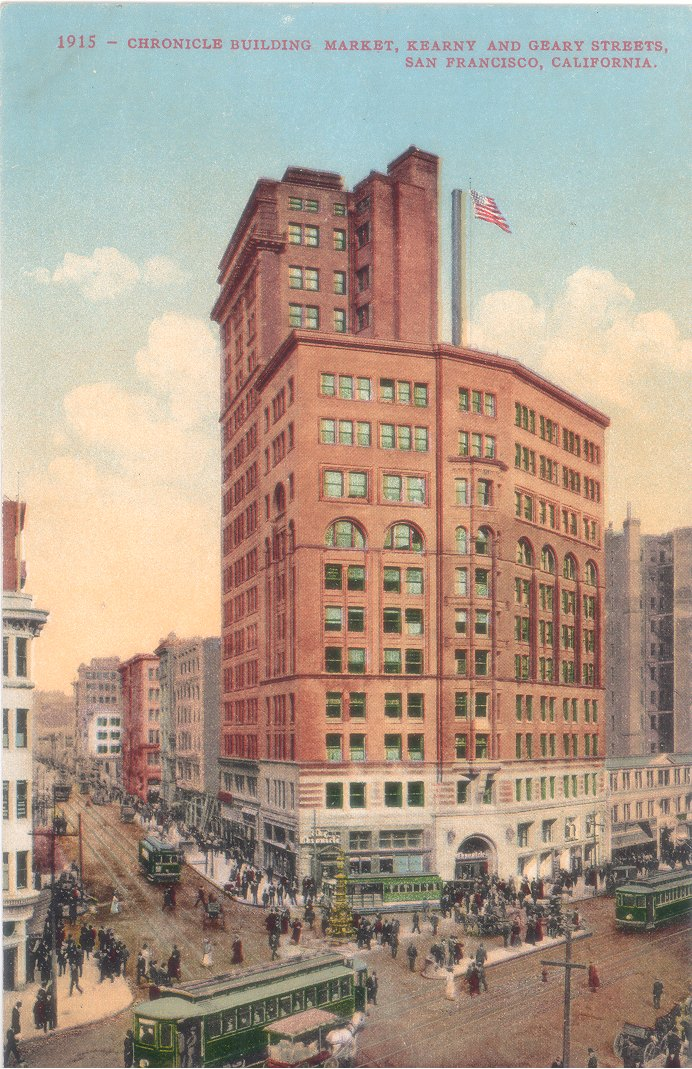
Old Chronicle Building en 1915
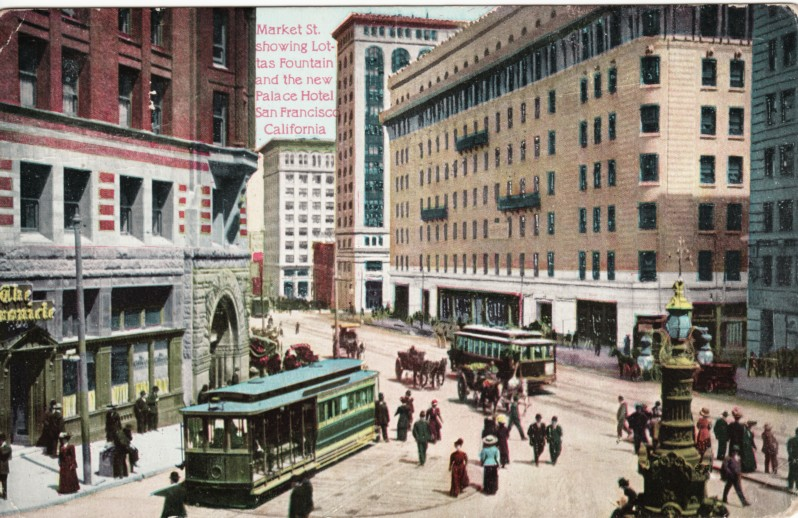
Entrada al Old Chronicle Building (izquierda) y al Palace Hotel, hacia 1915
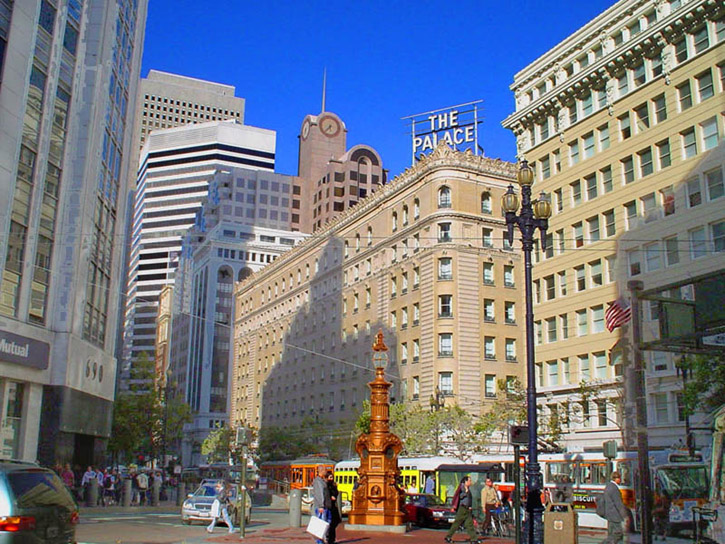
El de Young Building (izquierda) con su aspecto moderno desde 1962 hasta 2005